# Hungría en los Juegos Paralímpicos de Nueva York y Stoke Mandeville 1984
Hungría estuvo representada en los Juegos Paralímpicos de Nueva York y Stoke Mandeville 1984 por un total de 26 deportistas, 22 hombres y cuatro mujeres.

## Medallistas
El equipo paralímpico húngaro obtuvo las siguientes medallas:
| Nombre                                                        | Deporte       | Evento                           |
| ------------------------------------------------------------- | ------------- | -------------------------------- |
| Oro                                                           |               |                                  |
| Tibor Szabó                                                   | Atletismo     | Peso L2 masculino                |
| József Oláh                                                   | Atletismo     | Salto de altura B3 masculino     |
| Judit Hoffman                                                 | Natación      | 100 m braza L6 femenino          |
| Géza Dukai                                                    | Natación      | 100 m braza A1 masculino         |
| Géza Dukai                                                    | Natación      | 100 m mariposa A1 masculino      |
| Géza Dukai                                                    | Natación      | 200 m estilos A1 masculino       |
| Attila Jeszenszky                                             | Natación      | 100 m braza L6 masculino         |
| Attila Jeszenszky                                             | Natación      | 100 m mariposa L6 masculino      |
| Attila Jeszenszky                                             | Natación      | 200 m estilos L6 masculino       |
| András Tóth                                                   | Natación      | 50 m espalda L3 masculino        |
| Ferenc Stettner                                               | Natación      | 100 m espalda L6 masculino       |
| Attila Jeszenszky László Pálinkás Ferenc Stettner György Tory | Natación      | 4 × 50 m estilos L1-L6 masculino |
| Plata                                                         |               |                                  |
| Józsefné Király                                               | Atletismo     | Disco L5 femenino                |
| Józsefné Király                                               | Atletismo     | Jabalina L5 femenino             |
| Józsefné Király                                               | Atletismo     | Peso L5 femenino                 |
| Tibor Szabó                                                   | Atletismo     | Disco L2 masculino               |
| Gábor Czuth                                                   | Atletismo     | Jabalina B3 masculino            |
| Péter Lorencz                                                 | Atletismo     | Salto de altura A6 masculino     |
| László Németh                                                 | Atletismo     | Pentatlón B1 masculino           |
| Judit Hoffman                                                 | Natación      | 100 m espalda L6 femenino        |
| Judit Hoffman                                                 | Natación      | 200 m estilos L6 femenino        |
| György Tory                                                   | Natación      | 100 m libre L5 masculino         |
| György Tory                                                   | Natación      | 200 m estilos L5 masculino       |
| Ferenc Stettner                                               | Natación      | 200 m estilos L6 masculino       |
| Győző Kovács Károly Majsai Attila Szepesi                     | Tenis de mesa | Equipos L4 masculino             |
| Bronce                                                        |               |                                  |
| Lajos Nyin                                                    | Atletismo     | Disco L5 masculino               |
| Lajos Nyin                                                    | Atletismo     | Jabalina L5 masculino            |
| Géza Dukai                                                    | Natación      | 100 m libre A1 masculino         |